# Chavornay (Szwajcaria)
Chavornay – miejscowość i gmina (commune) w zachodniej Szwajcarii, w kantonie Vaud, w okręgu (district) Jura-Nord vaudois. Leży nad rzeką Talent. 1 stycznia 2017 do gminy przyłączono gminy Corcelles-sur-Chavornay i Essert-Pittet.

## Demografia
W Chavornay mieszka 5395 osób. W 2022 roku 26% populacji gminy stanowiły osoby urodzone poza Szwajcarią.

## Transport
Przez teren gminy przebiegają autostrady A1 i A9 oraz drogi główne nr 132 i nr 134. 